# Sredets (distrikt i Bulgarien, Stara Zagora)
Sredets (bulgariska: Средец) är ett distrikt i Bulgarien.   Det ligger i kommunen Obsjtina Opan och regionen Stara Zagora, i den centrala delen av landet, 200 km öster om huvudstaden Sofia.
Trakten runt Sredets består till största delen av jordbruksmark. Runt Sredets är det glesbefolkat, med 18 invånare per kvadratkilometer.